# Vandenberg (gruppo musicale)
I Vandenberg sono un gruppo heavy metal olandese formato nel 1981 dal chitarrista Adrian Vandenberg e scioltosi nel 1985. Il gruppo si è riunito nuovamente nel 2004 per la realizzazione di un Best of e nel 2005 per un DVD Live registrato nel 1984.

## Storia del gruppo
Nel 1977 Adrian Vandenberg, assieme a Jos Veldhuizen alla voce, Peter van Eyk al basso e Nico de Gooijer alla batteria, fondò i Teaser, band che realizzò nel 1978 un album omonimo.
Dopo questo singolo album, e il successivo scioglimento del gruppo, il chitarrista olandese decise nel 1981 di riformarlo. Chiamò quindi al suo fianco Bert Heerink alla voce, Jos Zoomer alla batteria e Dick 'Motorhome' Kemper (ex Turbo) al basso e registrò un nuovo demo. Il giornalista musicale Kees Baars, sentendo il demo, si offrì al gruppo come manager, e la band decise di firmare per lui alla Atlantic Records.
Il loro album di debutto, registrato nello studio del chitarrista dei Led Zeppelin Jimmy Page, fu 'Vandenberg' (1982). Il gruppo cambiò nel frattempo nome, assumendo quello del chitarrista e leader della band, e nell'83 il loro primo singolo, "Burning Heart", raggiunse la posizione #39 nella U.S. Billboard Hot 100 charts. A seguito del successo, i Vandenberg parteciparono a diversi tour con artisti come Ozzy Osbourne, il Michael Schenker Group e i Kiss, che contribuirono all'affermazione del gruppo, e nel 1984 iniziarono a realizzare tour indipendenti.
Dal loro secondo album, 'Heading for a Storm' (1983), venne estratto il nuovo singolo, "Different Worlds", che però non ebbe il successo del precedente, ma si limitò a confermare il gruppo.
Il terzo album del gruppo, 'Alibi' (1985), venne registrato nei Paesi Bassi e prodotto da Jaap Eggermont, manager dei Golden Earring. L'album fu un insuccesso, forse anche a causa del mancato supporto della casa discografica, ed Heerink decise di abbandonare il gruppo. Il nuovo demo, registrato con il cantante Peter Struyk non fu ben visto dalla Atlantic Records.
Complice anche la continua richiesta di partecipazione ad Adrian Vandenberg da parte di David Coverdale dei Whitesnake nei suoi album, i Vandenberg si sciolsero nel 1985. Gli altri membri intrapresero a loro volta altri progetti: Zoomer e Struyk entrarono negli Avalon, e Kamper formò un nuovo gruppo, i No Exqze.
Nel 2004 i Vandenberg si riunirono nuovamente per realizzare un doppio album, 'The Definitive Vandenberg', una raccolta delle migliori canzoni del gruppo e una nuova versione di "Burning Heart". Nel gennaio 2005 il gruppo realizzò inoltre un DVD su un concerto del 1984 a Tokyo.

## Formazione

### Ultima
- Peter Struyk - voce
- Adrian Vandenberg - chitarra
- Dick 'Motorhome' Kemper - basso
- Jos Zoomer - batteria

### Ex componenti
- Bert Heerink - voce

## Discografia

### Album in studio
- 1982 - Vandenberg
- 1983 - Heading For a Storm
- 1985 - Alibi
- 1988 - The Best of Vandenberg
- 2004 - The Definitive Vandenberg
- 2014 - Moonkings
- 2020 - 2020
- 2023 - Sin